# Euryopis episinoides
Euryopis episinoides là một loài nhện trong họ Theridiidae.
Loài này thuộc chi Euryopis. Euryopis episinoides được Charles Athanase Walckenaer miêu tả năm 1847.